# Pristurus flavipunctatus
Pristurus flavipunctatus är en ödleart som beskrevs av  Eduard Rüppell 1835. Pristurus flavipunctatus ingår i släktet Pristurus och familjen geckoödlor.

## Underarter
Arten delas in i följande underarter:
- P. f. guweirensis
- P. f. flavipunctatus